# الژن، کبک
الژن (به فرانسوی: Elgin) شهری در منطقه شهری لو او-سن-لوران ناحیه مونترژی در استان کبک کانادا است. در سرشماری سال ۲۰۱۱ این شهر ۴۶۳ نفر جمعیت داشته‌است و مساحت آن ۶۹٫۳۸ کیلومتر مربع است.